# 割れ顎殺人事件
割れ顎殺人事件（Cleft chin murder）は、第二次世界大戦最中の1944年にイギリスで起こった殺人事件である。ジョージ・オーウェルのエッセイ『Decline of the English Murder』の中でも言及された。殺人の被害者となったタクシー運転手が割れ顎であったことからこのように呼ばれる。
犯人はスウェーデン出身のアメリカ陸軍脱走兵、カール・グスタフ・ハールテン一等兵（Karl Gustav Hulten）と地元のウェイトレス、エリザベス・ジョーンズ（Elizabeth Jones）だった。

## 殺人事件
1944年10月7日、ミドルセックスのステインズの排水溝で男の遺体が発見された。遺体は背中から撃たれており、所持品が物色された痕跡があった。身分証等を所持していなかったため、当初は「指がインクに染まった男」（the man with the ink-stained fingers）、その後は「割れ顎の男」（the man with the cleft chin）の仮名で呼ばれていた。事件の通称もこの仮名に由来する。警察では男の身元を34歳のタクシー運転手、ジョージ・エドワード・ヒース（George Edward Heath）と特定した。かつてイギリス陸軍に勤務していたヒースは、ダンケルク撤退時の負傷のため除隊し、以後はトラック運転手やタクシー運転手として働いていた。遺体の近くには、ヒースの愛車であるフォードV8が走り去ったことを示すタイヤ痕が残されていた。

## 犯人
ハールテンは1922年にスウェーデンで生まれ、幼少期に母に連れられてマサチューセッツ州に移住した。食料品店の店員や機械工など様々な職を経て、1941年の真珠湾攻撃後にアメリカ陸軍に入隊。1944年、ノルマンディー侵攻に参加する空挺隊員の1人としてイングランドに派遣されたハールテンは、休暇届けも出さないまま欠勤し、さらに軍用トラックを盗んで脱走した。彼はロンドン西部ハマースミスを拠点に、トラックで寝泊まりしつつ各地を巡って盗みを働き、またしばしば陸軍のキャンプを訪れ燃料の補給を行っていた。
エリザベス・ジョーンズは、1926年にウェールズのニースに生まれた。彼女は父を慕っており、父が徴兵された時にはヒッチハイクで父の駐屯地に向かおうとした。母に連れ戻された後には教護院（Approved School）に入れられ、16歳まではそこで過ごした。教護院を出て間もなく年上の軍人スタンリー・ジョーンズと結婚したが、すぐに別れている。その後はロンドンに移り、ジョージナ・グレイソン（Georgina Grayson）の名を使いクラブでウェイトレスとして働く傍ら、副業としてストリッパーも務めていた。
1944年10月3日、ジョーンズとハールテンはハマースミスの喫茶店で出会った。盗品の制服を着用していたハールテンは、ジョーンズの気を引こうと「リッキー・アレン陸軍少尉」を名乗り、アメリカのギャングの関係者であることを仄めかした。その日の夜には2人でハールテンのトラックに乗ってレディングに向かった。その後、ヒースの殺害に至るまでの数日間、2人はいくつかの犯罪を重ねることになる。彼らは田舎道で自転車に乗っていた若い女性を殴って金品を奪った後、間違いなく多額の現金を所持しているであろうタクシー運転手を襲撃することを思い立った。そしてハールテンのトラックで道路を塞ぎ、停まったタクシーに銃を突きつけたのだが、後部座席に乗っていた本物の米陸軍将校が銃を抜くのを見てすぐに逃亡した。その後、大荷物を持っているヒッチハイカーを拾うと、殴打した上に首を絞め、それでも気を失わなかったため川に投げ落とした（ただし、彼女は一命をとりとめた）。
10月7日、2人は再びタクシー強盗を企てた。ハマースミス・ブロードウェイでヒースのタクシーを止めて客として乗り込んだ2人は、しばらく運転させた後に停車させた。そしてヒースが扉を開けようとしたときにハールテンが彼の背中をピストルで撃ったのである。ハールテンは運転席に移り、その間にジョーンズがヒースの遺体を物色した。現金8ポンドなどを盗んだ後、身分証はどこかで投げ捨てられ、ヒースの遺体もステインズ排水溝に投げ落とされた。盗んだ8ポンドはホワイトシティで催されていたドッグレースに注ぎ込まれた。
10月8日、ジョーンズは毛皮のコートが欲しいとハールテンに伝えた。彼はピカデリーに向かうと、ホテルから出てきた女性を襲ってコートを奪おうとしたものの、すぐに警察官が現れたために逃亡した。しかし、ハールテンはその後もヒースの車を使い続けていた。

## その後
車を手がかりに捜査を行っていた警察は、フラム・パレス・ロード（Fulham Palace Road）に同型車が停まっているのを発見した。監視を続けていると、近くの民家から現れたアメリカ陸軍将校が乗り込もうとしたために逮捕し、アメリカ陸軍犯罪捜査部に引き渡した。将校は当初リチャード・ジョン・アレン（Richard John Allen）と名乗っていたものの、すぐに無許可離隊およびピストル窃盗の容疑で捜索されていたハールテンだと特定された。一方のジョーンズも犯行について周囲に話していたため、警察から取調べを受けることとなった。その中で犯行を自供し、殺人について起訴を受けることになった。
アメリカ側がハールテンの裁判権を放棄したため、2人の裁判は1945年1月16日からオールド・ベイリーにて行われた。6日間続いた裁判の後、2人は共犯であるとされ、ヒースの殺害について絞首刑を言い渡された。ハールテンは1945年3月8日にペントンヴィル刑務所にて処刑されたが、ジョーンズは処刑2日前に執行猶予を受けた末、1954年5月に釈放された。以後の足取りは不明である。
ジョーンズに対する執行猶予は論争を引き起こした。多くの人々はハールテンとジョーンズの行為を特に卑劣な犯罪であると考えていた上、彼らは戦時下のイギリスにおける共通の敵、すなわち「反逆者」と見做されていたためである。ジョーンズの故郷には、「彼女を吊せ」（"SHE SHOULD HANG"）という落書きが何箇所も現れた。

## 大衆文化
1990年の映画『危険な遊戯 ハマースミスの6日間』（原題：Chicago Joe and the Showgirl）は、この事件を題材にしている。キーファー・サザーランドがハールテンを、エミリー・ロイドがジョーンズを演じた。